# Cordon sanitar

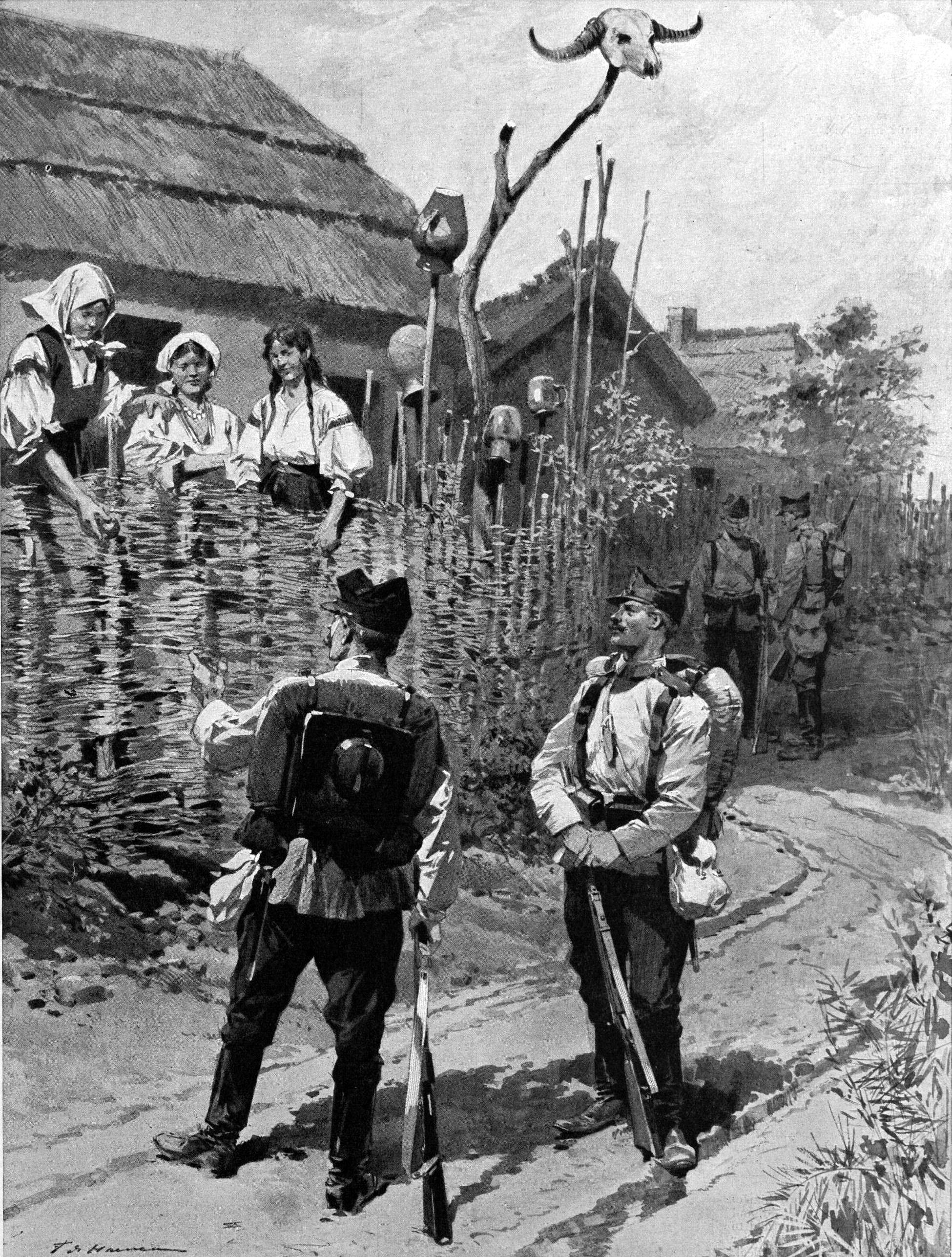
Efort al autorităților române de prevenție a holerei: cordon sanitar creat prin izolarea militară a unui sat, din care, au fost duși la spital suspecți de holeră, în 1911 (The Illustrated London News, 18 noiembrie 1911).

Un cordon sanitar (din limba franceză cordon sanitaire) reprezintă o restricție de circulație a persoanelor instituită către sau dintr-o zonă geografică definită, cum ar fi o comunitate, o regiune sau o țară. Inițial, termenul se referea la o barieră utilizată pentru a opri răspândirea bolilor infecțioase. Termenul este adesea folosit și în sens metaforic, pentru a se referi la încercările de prevenire a răspândirii unei ideologii considerată nedorită sau periculoasă cum a fost politica de izolare adoptată de către George F. Kennan împotriva Uniunii Sovietice.

## Originea termenului
Termenul de cordon sanitaire datează din 1821, de când ducele de Richelieu a dislocat trupe franceze la granița dintre Franța și Spania, în mod oficial pentru a preveni răspândirea febrei galbene în Franța. Deși în mod real se dezlănțuise o epidemie în Barcelona și aceasta amenința să treacă Pirineii, în realitate obiectivul a fost acela de a împiedica trecerea ideilor liberale și revoluționare, din Spania constituțională, în Franța lui Ludovic al XVIII-lea.

## Medicină
Un cordon sanitar este în general creat în jurul unei zone, care, se confruntă cu o epidemie sau în care există un focar de boală infecțioasă sau de-a lungul frontierei dintre două națiuni. Odată ce cordonul este stabilit, persoanele din zona afectată nu mai au voie să iasă din sau să intre în ea. În forma extremă, cordonul nu este ridicat până când infecția nu este stinsă.  În mod tradițional, în trecut separația reprezentată de un cordon sanitaire lua o formă fizică, ce era concretizată prin construcția unui gard sau a unui zid, păzite de patrule militare înarmate; în interior, locuitorii erau lăsați să lupte împotriva suferinței fără ajutor. În unele cazuri, un „cordon sanitar invers” (cunoscut și sub numele de sechestrare protectivă) poate fi impus comunităților sănătoase, prin acest mod încercându-se să se împiedice răspândirea, în aceasta, a unei infecții. Specialiștii în sănătate publică au inclus cordonul sanitar împreună cu carantina și izolarea medicală drept „intervenții non-farmacologice”, concepute pentru a preveni transmiterea agenților patogeni microbieni prin intermediul distanțării fizice (sociale).
Măsura adoptării unui cordon sanitar este rar folosită în prezent, datorită înțelegerii îmbunătățite a modalității de transmitere a bolilor infecțioase, a evoluției terapiei și prevenirii acestora. Respectiva măsură rămâne totuși o intervenție utilă, în condițiile în care: 1) infecția este extrem de virulentă (este contagioasă și poate provoca îmbolnăvirea); 2) rata mortalității este foarte mare; 3) tratamentul este inexistent sau dificil și 4) nu există vaccin sau lipsesc alte mijloace de imunizare a unui număr mare de persoane (cum ar fi ace sau seringi).
În timpul pandemiei COVID-19, cordoanele sanitare au fost impuse unor regiuni geografice din întreaga lume, în încercarea de a controla răspândirea bolii.

## Politică
În politică, termentul de cordon sanitar se folosește cu referire la refuzul de a coopera cu anumite partide politice. Adesea, acest lucru se datorează faptului că partidul vizat are o ideologie percepută ca inacceptabilă sau extremistă.
La origine a fost o practică politică belgiană (neerlandeză schutskring) inițiată în două etape succesive între 1989 și 1992 între partidele politice flamande, la inițiativa liderului flamand de mediu Jos Geysels, cu scopul de a exclude partidele politice de extremă dreaptă din orice majoritate politică.

## Relații internaționale
Folosirea metaforică a termenului pentru a se referi la izolarea ideologică, a avut ca origine sistemul de alianțe instituit de Franța în Europa după Primul Război Mondial, sistem care se întindea geografic din Finlanda până în Balcani și care, înconjura complet Germania și izola Rusia de Europa Occidentală, Cele două națiuni „bolnave” din punct de vedere politic, ale Europei, erau astfel izolate.
Primului ministru francez Georges Clemenceau i se atribuie pentru prima dată utilizarea termenului, când, în martie 1919 a îndemnat noile state independente de frontieră (numite și state limitrofe), care, au apărut în Europa de Est după Primul Război Mondial, să formeze o uniune defensivă. Un astfel de sistem ar fi trebuit să izoleze Uniunea Sovietică de Europa de Vest și astfel, să pună în carantină răspândirea comunismului, amenințând în același timp și frontiera estică a Germaniei, pentru ca, în caz de război, să garanteze securitatea franceză. Clemenceau a numit o astfel de alianță cordon sanitaire. Franța a pus ulterior această politică în practică prin crearea unei alianțe cu Polonia în 1921, urmată de alianțe cu fiecare membru al Micii Antante (formată din (Cehoslovacia, Iugoslavia și România), alianță susținută de francezi, începând din 1924. Alianța a fost consolidată în continuare de tratate bilaterale între statele est-europene, cum ar fi alianța polono-română. Aceasta este probabil cea mai cunoscută utilizare a expresiei, deși este uneori folosită, în mod general, pentru a descrie un set de state tampon care formează o barieră împotriva unui stat mai mare, ostil din punct de vedere ideologic.